# 大分家庭裁判所
大分家庭裁判所（おおいたかていさいばんしょ）は、大分県大分市にある日本の家庭裁判所の一つで、大分県を管轄している。略称は、大分家裁（おおいたかさい）。杵築、佐伯、竹田、中津、日田に支部を、豊後高田に出張所を置いている。
大分家庭裁判所の本庁は大分地方裁判所の本庁に、大分家庭裁判所の支部は大分地方裁判所の支部に併設されている。また、本庁・支部・出張所のいずれにも簡易裁判所が併設されている。また、西日本で唯一上級裁判所の管轄が複数に亘る家裁でもある。

## 所在地
- 本庁：大分県大分市荷揚町7-15　北緯33度14分30.4秒 東経131度36分29.9秒 / 北緯33.241778度 東経131.608306度
JR日豊線, 久大線, 豊肥線 大分駅北徒歩15分
- 杵築支部：大分県杵築市大字杵築1180　北緯33度25分10.6秒 東経131度36分42秒 / 北緯33.419611度 東経131.61167度
JR日豊線 杵築駅東5キロメートル,バスセンター西徒歩10分
大分交通バス利用の場合(駅行き・バスセンター行き共) 中平経由便 守末停留所下車徒歩5分, 新道経由便 祇園神社前停留所下車徒歩1分 ただし,新道経由はバスセンター行きのみ
- 佐伯支部：大分県佐伯市野岡町2丁目13-2　北緯32度58分6秒 東経131度54分35.9秒 / 北緯32.96833度 東経131.909972度
JR日豊線 佐伯駅南東徒歩10分
- 竹田支部：大分県竹田市大字竹田2065-1　北緯32度57分57秒 東経131度23分39.6秒 / 北緯32.96583度 東経131.394333度
JR豊肥線 豊後竹田駅南東徒歩15分
- 中津支部：大分県中津市二ノ丁1260　北緯33度36分20.9秒 東経131度11分12.2秒 / 北緯33.605806度 東経131.186722度
JR日豊線 中津駅北西徒歩15分
- 日田支部：大分県日田市淡窓1丁目1-53　北緯33度19分20秒 東経130度56分24.8秒 / 北緯33.32222度 東経130.940222度
JR久大線, 日田彦山線 日田駅北徒歩15分
- 豊後高田出張所:大分県豊後高田市玉津894　北緯33度33分46.8秒 東経131度26分43秒 / 北緯33.563000度 東経131.44528度
JR日豊線 宇佐駅より大分交通バスセンター(豊後高田バス停)までバスで10分,そこから北東徒歩15分

## 管轄
- 本庁
  - 大分市、由布市、臼杵市、豊後大野市、別府市、津久見市
- 杵築支部
  - 杵築市（旧大田村を除く）、国東市、速見郡日出町
- 佐伯支部
  - 佐伯市
- 竹田支部
  - 竹田市
- 中津支部
  - 中津市、宇佐市、東国東郡姫島村
  - 豊後高田出張所
    - 豊後高田市、杵築市のうち旧大田村
- 日田支部
  - 日田市、玖珠郡九重町、玖珠町

※ただし、杵築・佐伯・竹田の各支部の合議事件・少年事件は本庁で、日田支部管内の合議事件・少年事件は中津支部でそれぞれ取り扱う。

※豊後高田出張所は家事事件の受付および出張家事審判・出張家事調停のみ行い、その他の事務は中津支部が扱う。

## 歴代所長
大分家庭裁判所の所長は大分地方裁判所の所長を兼任している。大分地方裁判所#歴代所長を参照。